# 横山保 (経済学者)
横山 保（よこやま たもつ、1921年5月28日 - 1996年7月30日）は、日本の経済学者・統計学者。大阪大学名誉教授、高岡短期大学初代学長・名誉教授。博士。数理経済学者として日本の戦後初期の経済学発展に大きく貢献した。

## 経歴
神奈川県生まれ。鹿児島県立第二鹿児島中学校 (旧制)を卒業。第七高等学校造士館 (旧制)理科甲類に1940年4月入学、1942年9月卒業。東京帝国大学理学部数学科に1942年10月入学、1945年9月卒業。1946年2月1日に関東学院中学部講師嘱託となり、6月1日に関東学院工業専門学校講師に転任、12月1日に同校教授に昇任し1949年3月31日まで務める。1949年度は新制静岡県立富士高等学校に教諭として勤務。
古谷弘の影響で、経済学の道に入る。関西の若手研究者によって発刊されていた『近代経済理論研究』（森嶋通夫や置塩信雄らが寄稿）に経済体系の安定条件についての論文に載せ、経済学研究の発表を始める。
1950年3月に静岡県立富士高校を退職して大阪大学一般教養部北校に勤務。翌年、大阪大学法経学部に配置換え（1953年に法学部と分離して大阪大学経済学部となる）。1951年4月15日から1957年3月31日までは神戸大学助教授を、1952年9月11日から1953年3月31日は広島大学助教授を併任。1957年10月16日、大阪大学経済学部教授に昇任。教授職の間、1969年7月には大阪大学経済学部長兼経済学研究科主任に、1972年4月には大阪大学情報処理教育センターに就任したほか、大阪大学評議員も数回歴任。1975年度から1979年度は富山大学教授も併任。
経営システム論や消費者の選択についての基礎理論を研究した。
1983年8月1日、富山大学高岡短期大学創設準備室長に併任。同年10月1日に高岡短期大学が開学して初代学長に就任し、1992年3月31日までの任期を務める。同年4月29日、勲二等瑞宝章 。
1996年に急性心不全にて吹田市で逝去。

## 学会および公的活動
1982年以前の主なもの。
- 日本オペレーションズ・リサーチ学会 - 理事、関西支部長、副会長を歴任。
  - 1980年、日本オペレーションズ・リサーチ学会第5回普及賞受賞。
- 日本マーケティング・サイエンス学会 - 1966年の設立に参加し理事、のちに代表理事
- 経営科学協会 - 1955年の設立に参加し2年間理事。
- 公的活動として関西生産性本部理事、関西情報センター参与、大阪府病院協会顧問を歴任。